# Castello miliare

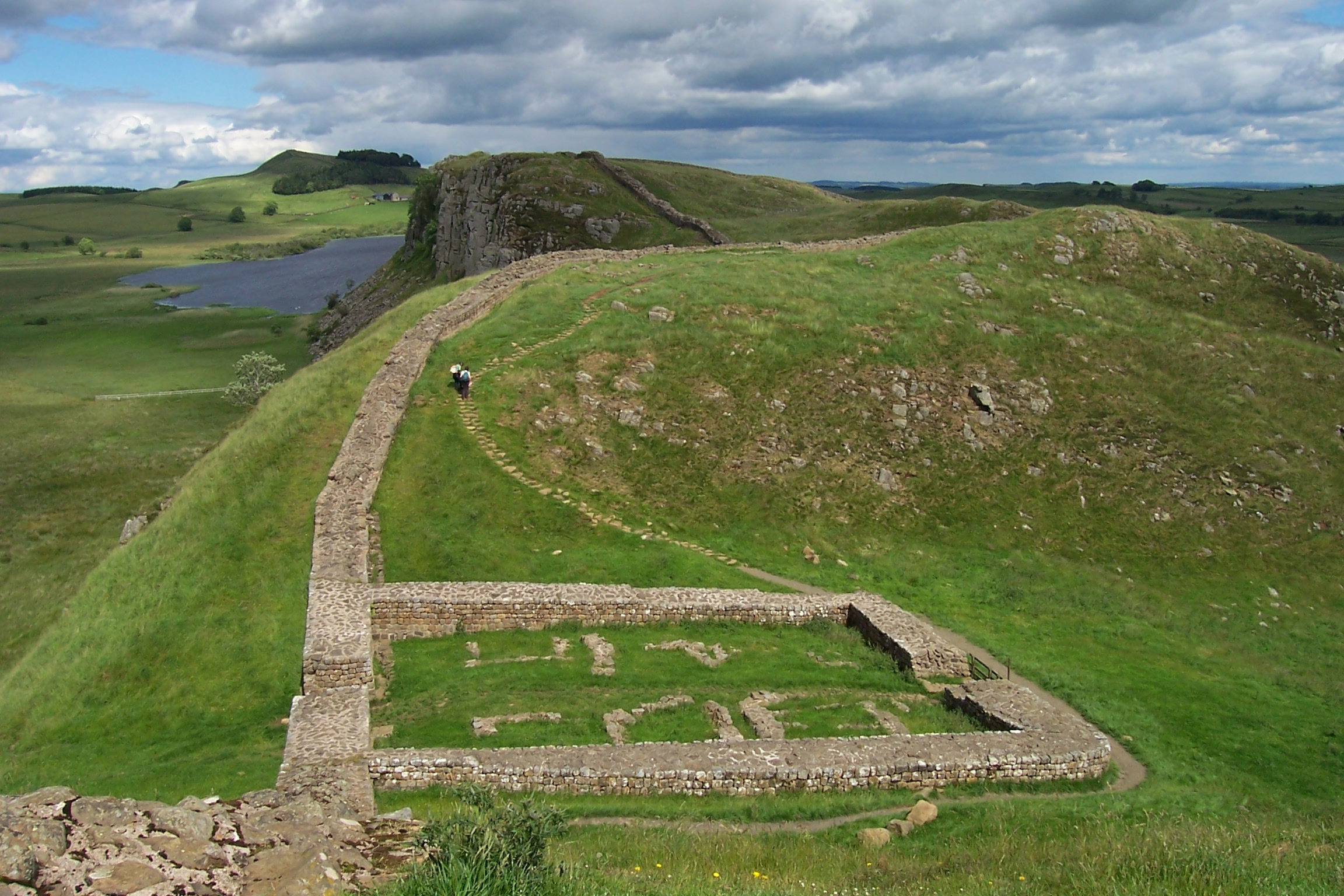
I resti di castello miliare n° 39 (Castle Nick), vicino a Steel Rigg lungo il Vallo di Adriano.

I castelli miliari (milecastle secondo la storiografia inglese) erano fortini (castellum in latino) rettangolari costruiti durante il periodo dell'Impero romano e collocati ad intervalli di circa un miglio romano lungo le diverse frontiere (limes) dell'Impero, come ad esempio lungo il Vallo di Adriano in Britannia (l'attuale Gran Bretagna).

## Castelli miliariin Britannia

### Terminologia e numerazione
Secondo la storiografia inglese, il termine "milecastle" viene utilizzato per identificare il castello miliare adiacente al Vallo di Adriano, formalizzato da Robert Smith nel 1708. Prima di quella data il termine "milecastle" era usato in modo informale dalla gente del luogo. Mentre il termine "milefortlet" è utilizzato per riferirsi a castelli miliari costruiti lungo la costa della Cumbria ed erano contemporanei a quelli del Vallo di Adriano. Le torrette che si trovano tra i castelli miliari sono definite torri.
I castelli miliari del Vallo di Adriano (i milecastle) sono numerati da 1 (quello più orientale) ad 80 (quello più ad ovest). Questo sistema fu introdotto da John Collingwood Bruce alla fine del XIX secolo e divenne uno standard intorno al 1930, sebbene Peter Hill abbia suggerito che potrebbe esserci stato anche un castello miliare 0. I castelli miliari lungo la costa della Cumbria (i milefortlets) sono numerati da 1 (ad ovest di Bowness-on-Solway) fino a 26 (a Flimby). L'acronimo ampiamente utilizzato è, ad esempio, "MC1", "MC2", ecc. per i castelli miliari lungo il Vallo di Adriano e "MF1", "MF2", ecc. per quelli lungo la costa della Cumbria. Le torrette e le torri di intervento sono indicate con un suffisso alfabetico, quindi le torrette a ovest di MC20 sarebbero le torrette 20a e 20b, o "T20a" e "T20b". Nonostante le prove che la cortina continui per circa un quarto di miglio ad ovest di Bowness-on-Solway, le torrette tra MC80 e MF1 sono note come Torri 0a e 0b.
Là dove la parte del Vallo costruito con manto erboso e quella costruita in pietra divergono l'una dall'altra (appena a ovest di Banna), ai castelli miliari ed alle torrette unici per il muro del tappeto erboso viene assegnato un suffisso "TW", ad esempio "MC50 TW".

### Castelli miliarilungo il Vallo di Adriano
Un sistema di castelli miliari fu dispiegato lungo il Vallo di Adriano. Inizialmente erano costruiti in pietra, nella parte orientale (per circa due terzi dell'intera struttura), successivamente con manto erboso accatastato con una palizzata in legno lungo la parte occidentale della fortezza (per il restante terzo), anche se i castelli miliari costruiti con manto erboso furono successivamente ricostruiti in pietra. Le dimensioni variavano, ma in generale erano all'interno di circa 15 per 18 metri (16 per 20 iarde), con muri in pietra con spessore fino a 3 metri (10 piedi) e probabilmente di altezza di 5–6 metri (16–20 piedi), per poter pareggiare con l'altezza del muro adiacente. 
Lungo tutto il Vallo furono costruiti 80 castelli miliari e 158 torrette. Il castello miliare costruito lungo il Vallo di Adriano (eccetto alcune eccezioni) proteggeva un passaggio in corrispondenza di una strada rialzata che attraversava il fossato a nord della fortificazione. Nel castello probabilmente stanziava una guarnigione di circa 20-30 soldati ausiliari alloggiati in due blocchi di baracche. Su entrambi i lati del castelli miliari c'era una torre in pietra (torretta), situata a circa un terzo di miglio romano, circa 500 metri (550 iarde) di distanza. Si presume che la guarnigione fornisse anche soldati per presidiare le torrette. Essa controllava il passaggio di persone, merci e bestiame attraverso la frontiera e si presume che agisse da dogana per imporre dazi su questo traffico. 

#### Pianta delcastello miliare

##### Ingresso
I castelli miliari del Vallo di Adriano si riconoscono perché dotati di tre principali tipologie d'ingressi.
Il "I tipo" ha pilastri che sporgono simmetricamente sia all'interno che all'esterno dell'ingresso, con paraste sia interne che esterne. I pilastri e le pareti di passaggio tendono ad essere in muratura e di grandi dimensioni, mentre la struttura è più ampia (da est ad ovest) di quanto non sia profonda (da nord a sud, cioè tra gli ingressi). Esempi sono MC 38 (Hotbank) e MC 42 (Cawfields), la cui costruzione è, dagli studiosi, largamente attribuita alla Legio II Augusta.
Il "II tipo" ha i pilastri che sporgono all'interno dell'ingresso, con paraste all'esterno. I pilastri ed i muri di passaggio tendono ad essere in muratura più piccola rispetto al "I tipo". Si trova solo sui castelli miliari di quella parte del Vallo con la parete più stretta. Mentre ingressi simili si trovano sui castelli miliari della parte del Vallo con la parete più larga, a volte viene indicato come "IV tipo". Un esempio è MC 9 (Chapel House), la cui costruzione è, dagli studiosi, largamente attribuita alla Legio XX Valeria Victrix.
Il "III tipo" ha pilastri sporgenti all'interno del ingresso, con paraste sia all'interno che all'esterno. I pilastri tendono ad essere in muratura di grandi dimensioni e le pareti di passaggio in materiale più piccolo. Esempi sono MC 47 (Chapel House), ad est di Gilsland e MC 48 (Poltross Burn), la cui costruzione è largamente attribuita, dagli studiosi, alla Legio VI Victrix.

##### Assi
Si riscontrano due tipologie di pianta del castello: pianta ad "Asse lungo" e pianta ad "Asse corto", essendo l'asse di riferimento tra le porte nord e sud. L'unica eccezione (nota) è il MC79, che era un castello miliare nella parte del Vallo con la parete più stretta successivamente ricostruito in pietra.

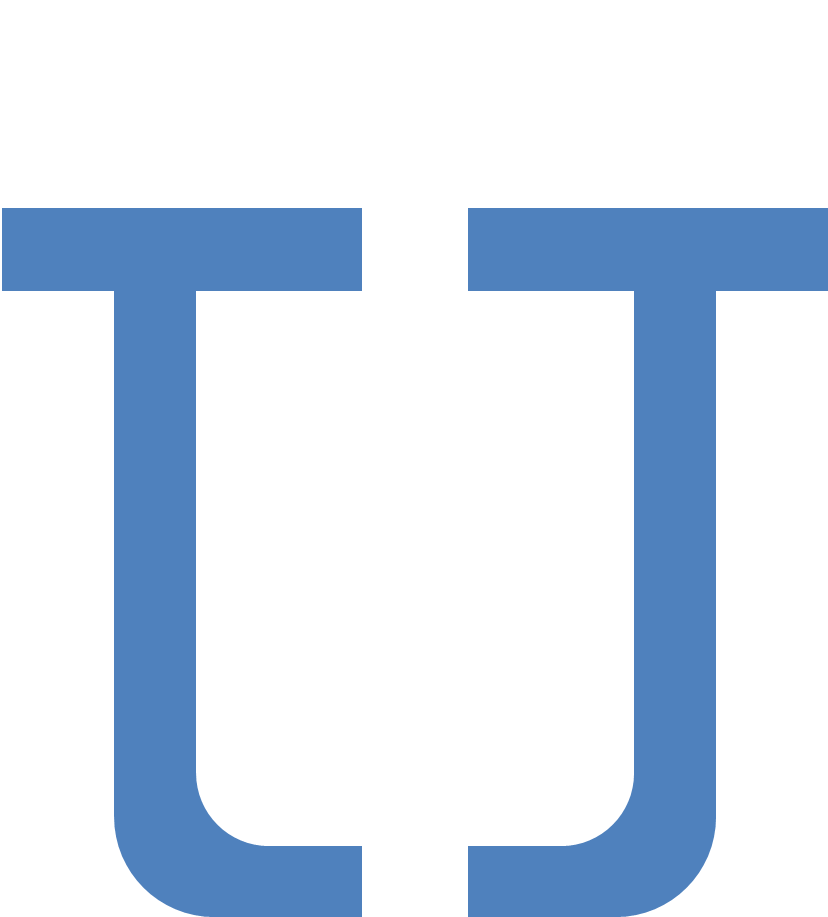
Tipica pianta di castello miliare ad asse lungo
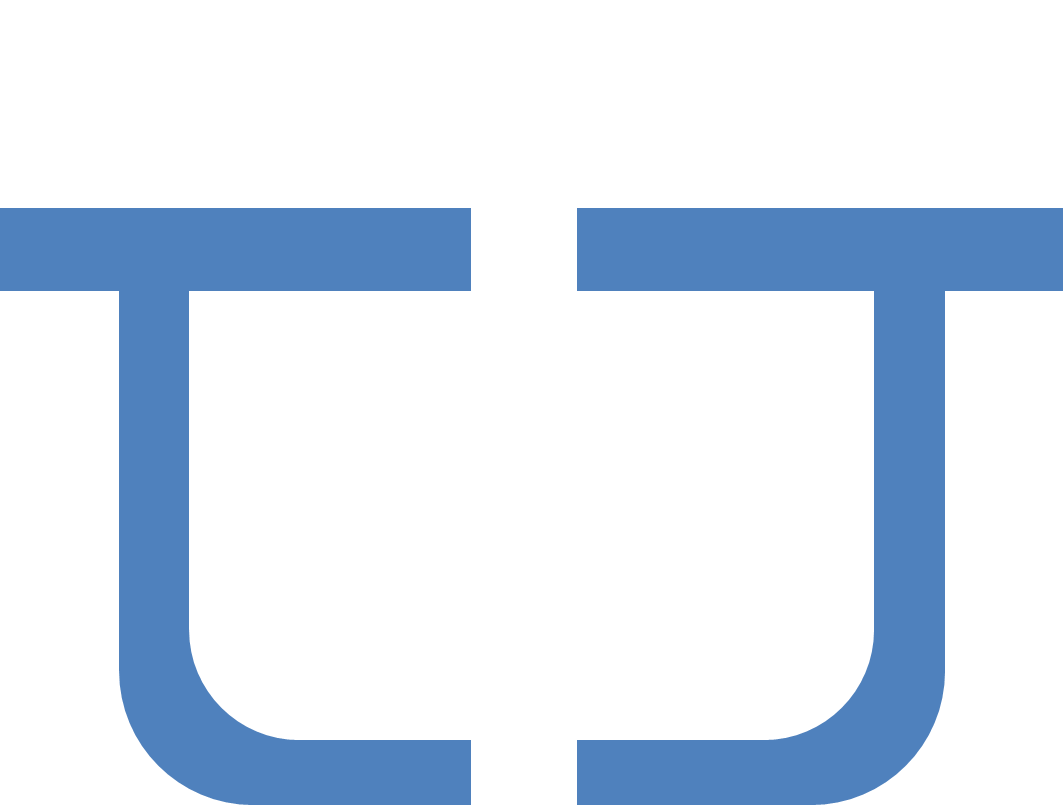
Tipica pianta di castello miliare ad asse corto
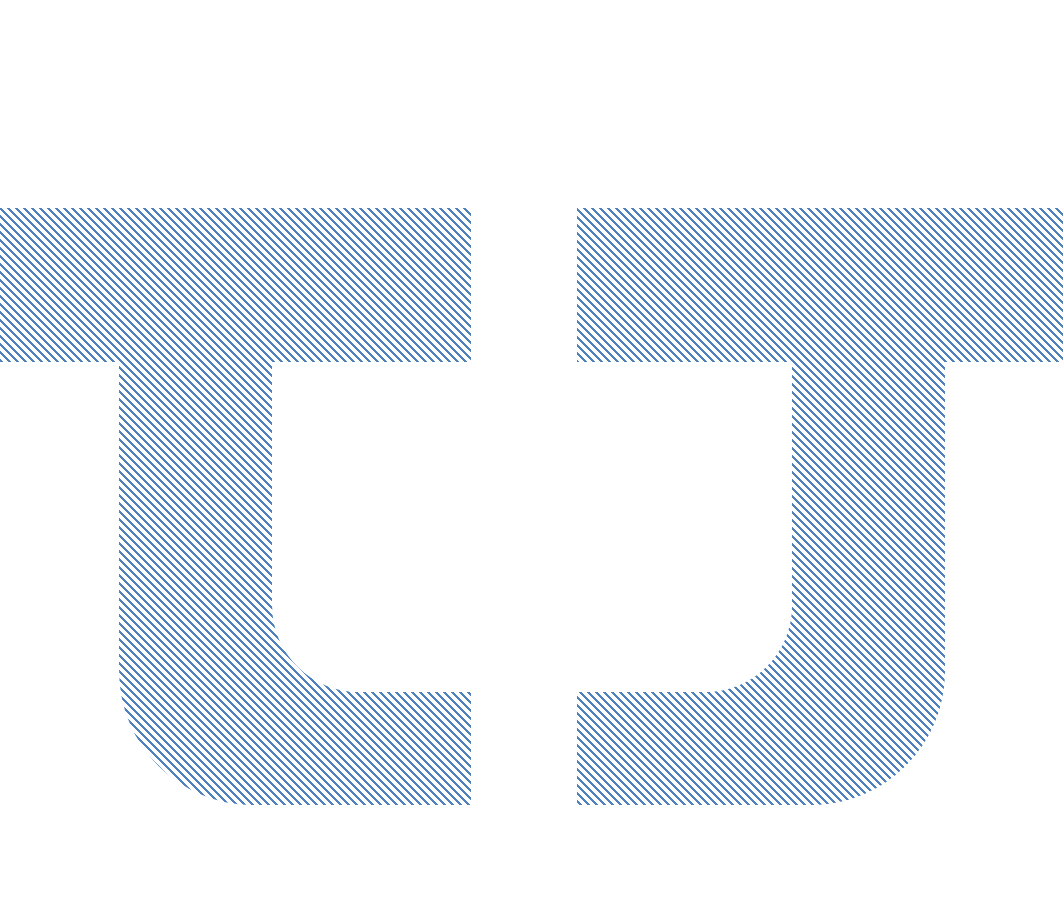
Tipica pianta di castello miliare della parte del Vallo di Adriano con la parete stretta

- Ingresso di "Tipo I" - Castello miliare ad asse corto costruiti dalla Legio II Augusta[7]
- Ingresso di "Tipo II" e "Tipo IV" - Castello miliare ad asse lungo costruiti dalla Legio XX Valeria Victrix[7]
- Ingresso di "Tipo III" - Castello miliare ad asse lungo costruiti dalla Legio VI Victrix[7]

##### Possibile struttura
Di seguito sono riportate rappresentazioni tridimensionali di come potrebbe essere stato un castello miliare. Immagini create attraverso Google SketchUp e modellato a quello di Housesteads (MC 37).

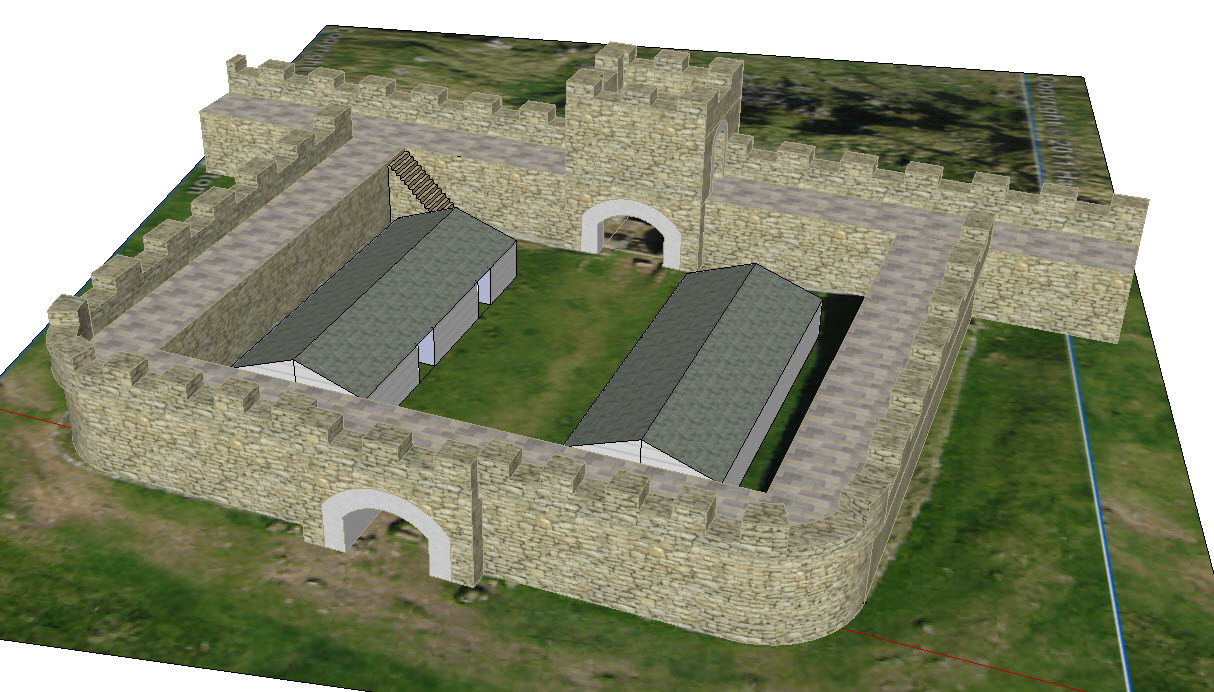
Illustrazione Elevazione superiore
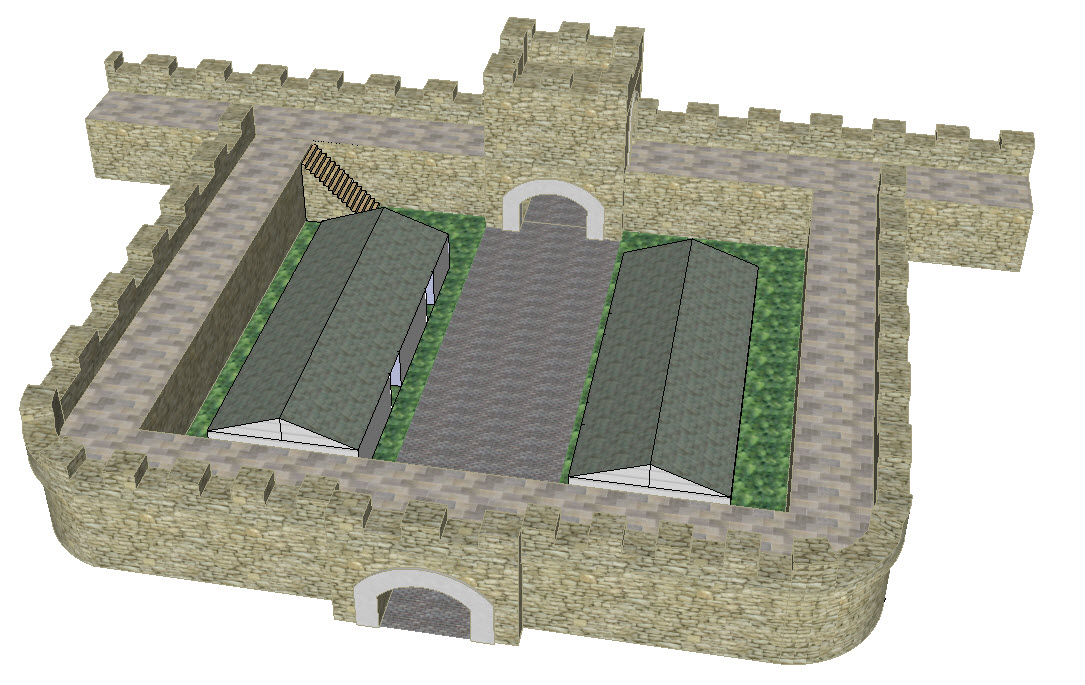
Illustrazione Elevazione superiore
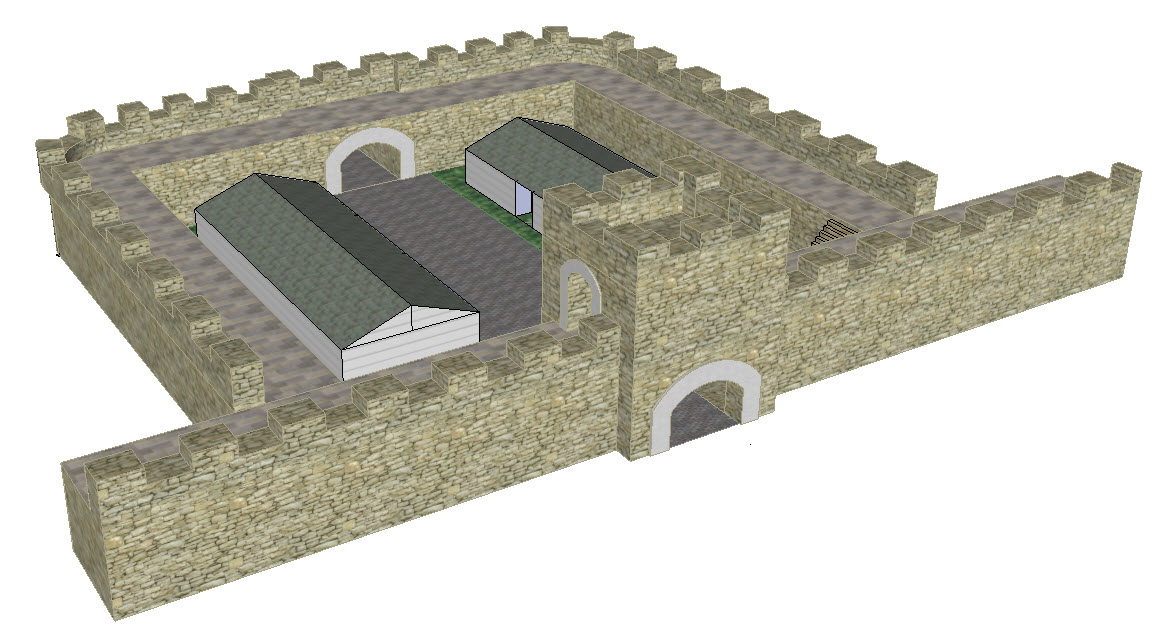
Illustrazione anteriore
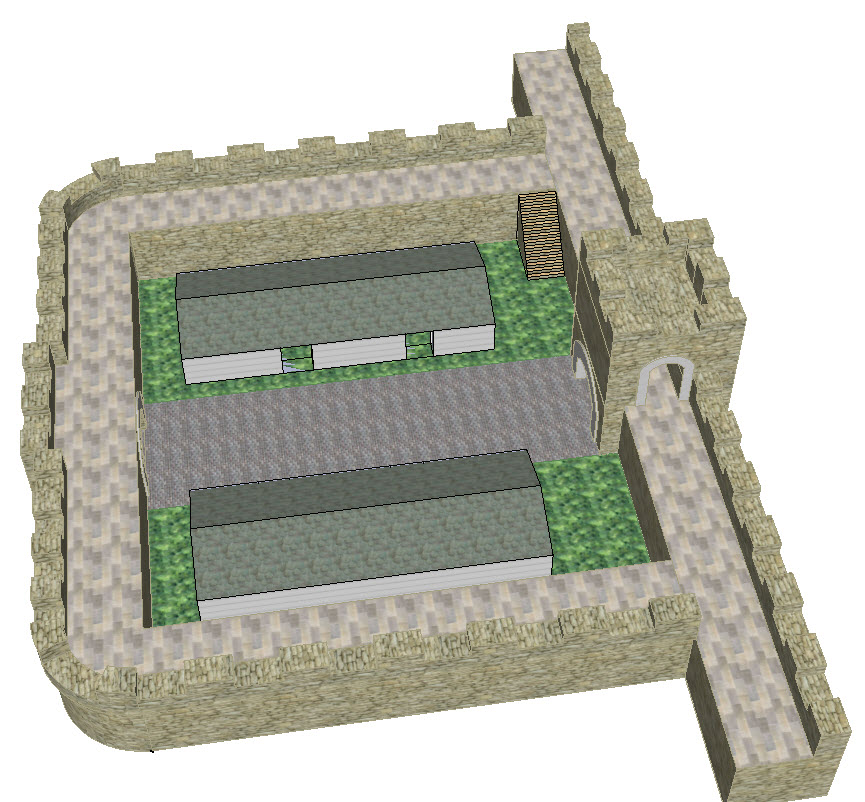
Illustrazione Posteriore
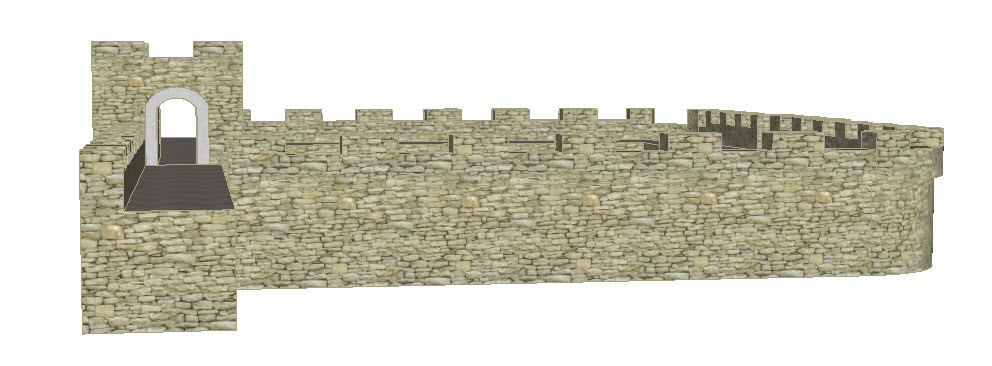
Illustrazione laterale

Il file Sketchup è disponibile all'indirizzo http://sketchup.google.com/3dwarehouse/details?mid=97274e6b66c697cabd1b68f4d1016153&prevstart=0

##### Elenco deicastelli miliaridel Vallo di Adriano
| Number | Name                            |
| ------ | ------------------------------- |
| 0      | (Senza nome, esistenza incerta) |
| 1      | Stott's Pow                     |
| 2      | Walker                          |
| 3      | Ouseburn                        |
| 4      | Westgate Road                   |
| 5      | Quarry House                    |
| 6      | Benwell Grove                   |
| 7      | Benwell Bank                    |
| 8      | West Denton                     |
| 9      | Chapel House                    |
| 10     | Walbottle Dene                  |
| 11     | Throckley Bank Top              |
| 12     | Heddon                          |
| 13     | Rudchester Burn                 |
| 14     | March Burn                      |
| 15     | Whitchester                     |
| 16     | Harlow Hill                     |
| 17     | Welton                          |
| 18     | East Wallhouses                 |
| 19     | Matfen Piers                    |
| 20     | Halton Shields                  |
| 21     | Down Hill                       |
| 22     | Portgate                        |
| 23     | Stanley                         |
| 24     | Wall Fell                       |
| 25     | Codlawhill                      |
| 26     | Planetrees                      |
| 27     | Low Brunton                     |
| 28     | Walwick                         |
| 29     | Tower Tye                       |
| 30     | Limestone Corner                |
| 31     | Carrowburgh                     |
| 32     | Carraw                          |
| 33     | Shield-on-the-Wall              |
| 34     | Grindon                         |
| 35     | Sewingshields                   |
| 36     | King's Hill                     |
| 37     | Housesteads                     |
| 38     | Hotbank                         |
| 39     | Castle Nick                     |
| 40     | Winshields                      |
| 41     | Melkridge                       |
| 42     | Cawfields                       |
| 43     | (Senza nome?)                   |
| 44     | Allolee                         |
| 45     | Walltown                        |
| 46     | Carvoran                        |
| 47     | Chapel House                    |
| 48     | Poltross Burn                   |
| 49     | Harrow's Scar                   |
| 50     | Turf Wall                       |
| 51     | Wall Bowers                     |
| 52     | Bankshead                       |
| 53     | Banks Burn                      |
| 54     | Randylands                      |
| 55     | Low Wall                        |
| 56     | Walton                          |
| 57     | Cambeckhill                     |
| 58     | Newtown                         |
| 59     | Old Wall                        |
| 60     | High Strand                     |
| 61     | Wallhead                        |
| 62     | Walby East                      |
| 63     | Walby West                      |
| 64     | Drawdykes                       |
| 65     | Tarraby                         |
| 66     | Stanwix Bank                    |
| 67     | Stainton                        |
| 68     | Boomby Gill                     |
| 69     | Sourmilk Bridge                 |
| 70     | Braelees                        |
| 71     | Wormanby                        |
| 72     | Fauld Farm                      |
| 73     | Dykesfield                      |
| 74     | Burgh Marsh                     |
| 75     | Easton                          |
| 76     | Drumburgh                       |
| 77     | Raven Bank                      |
| 78     | Kirkland                        |
| 79     | Solway House                    |
| 80     | (Senza nome)                    |

### Castelli miliarilungo la costa della Cumbria
Un sistema di castelli miliari (noti come milefortlets secondo la storiografia inglese) e torri di guardia in pietra fra loro frapposti si estendeva dall'estremità occidentale del Vallo di Adriano lungo la costa della Cumbria fino a Flimby, ma erano collegati da una palizzata di legno e non da un muro, posizionati di fronte da un fossato profondo e non avevano accesso attraverso la palizzata.